# Châtignac
Châtignac és un municipi francès situat al departament del Charente i a la regió de la Nova Aquitània. L'any 2017 tenia 176 habitants.

## Demografia
La població ha evolucionat segons el següent gràfic:
Habitants censats

### Habitatges
El 2007 hi havia 97 habitatges, 84 eren l'habitatge principal de la família, 9 eren segones residències i 4 estaven desocupats. 96 eren cases i 1 era un apartament. Dels 84 habitatges principals, 58 estaven ocupats pels seus propietaris, 22 estaven llogats i ocupats pels llogaters i 4 estaven cedits a títol gratuït; 4 tenien dues cambres, 15 en tenien tres, 23 en tenien quatre i 42 en tenien cinc o més. 63 habitatges disposaven pel capbaix d'una plaça de pàrquing. A 41 habitatges hi havia un automòbil i a 37 n'hi havia dos o més.

## Economia
El 2007 la població en edat de treballar era de 113 persones, 79 eren actives i 34 eren inactives. De les 79 persones actives 70 estaven ocupades (38 homes i 32 dones) i 10 estaven aturades (4 homes i 6 dones). De les 34 persones inactives 14 estaven jubilades, 9 estaven estudiant i 11 estaven classificades com a «altres inactius».

### Ingressos
El 2009 a Châtignac hi havia 75 unitats fiscals que integraven 179 persones, la mediana anual d'ingressos fiscals per persona era de 13.381 €.

### Activitats econòmiques
Dels 7 establiments que hi havia el 2007, 1 era d'una empresa extractiva, 2 d'empreses de construcció, 1 d'una empresa de comerç i reparació d'automòbils, 1 d'una empresa de transport i 2 d'empreses de serveis.
Dels dos establiments de servei als particulars que hi havia el 2009, 1 era un paleta i 1 electricista.
L'any 2000 a Châtignac hi havia 19 explotacions agrícoles que ocupaven un total de 594 hectàrees.

## Poblacions més properes
El següent diagrama mostra les poblacions més properes.